# Лисица, Михаил Павлович
Михаил Павлович Лисица (15 января 1921, с. Высокое, Волынская губерния, Украинская ССР — 10 января 2012, Киев) — учёный в области оптики и спектроскопии, нелинейной оптики и квантовой электроники, физики твердого тела и физики полупроводников, академик Национальной академии наук Украины (избран 1 апреля 1982), доктор физико-математических наук (1961), профессор, лауреат Государственной премии УССР в области науки и техники (1981) и Государственной премии Украины в области науки и техники.
В его честь назван астероид 8064 Лисица.

## Биография
Родился 15 января 1921 года в селе Высоком Волынской губернии в крестьянской семье.
В 1938 году окончил Киевский педагогический техникум. Работал учителем русского языка и литературы в Фастовской школе. В следующем году поступил в Киевский национальный университет имени Тараса Шевченко, но в октябре был призван в армию. Участвовал в Великой Отечественной войне, имел боевые награды. В 1945 году продолжил прерванное войной обучение на физико-математическом факультете университета. В 1950 году Михаил Павлович стал аспирантом кафедры оптики и в 1954 году защитил кандидатскую диссертацию под руководством профессора Александра Шишловского, в которой экспериментально доказал применимость теории молекулярных экситонов для электронных и колебательных спектров молекул.
В течение 1954—1964 годов занимался проблемой температурных зависимостей интенсивностей спектров нормальных колебаний молекулярных соединений в различных агрегатных состояниях, что стало основой для докторской диссертации, которую Михаил Павлович защитил в 1961 году В ней было положено начало широким экспериментальным и теоретическим исследованиям внутримолекулярного резонанса Ферми и межмолекулярного резонанса Александра Давыдова, таким образом открыв комбинированный резонанс Ферми-Давыдова, которое нашло признание у спектроскопистов мира.
С 1961 года учёный работал в Институте полупроводников НАН Украины на должности заведующего отделом оптики, и по совместительству профессором на физическом факультете Киевского университета им. Тараса Шевченко.
Умер в возрасте 90 лет 10 января 2012 года. Похоронен на Байковом кладбище (участок № 33).

## Научная деятельность и признание
Среди учеников Н. П. Лисицы — два члена-корреспондента НАН Украины, более 20 докторов и 50 кандидатов наук. Научные направления созданной им научной школы по оптике и спектроскопии включают абсорбционную оптику разных типов элементарных и коллективных возбуждений в полупроводниках, люминесцентные исследования, комбинационное рассеяние света в твердых телах, новые поляризационные явления.
Михаил Павлович сразу оценил революционное значение изобретения лазера Теодором Майманом. По предложению Президента Академии наук Украины Б. Е. Патона он стал его заместителем в управлении комиссией по квантовой электронике, которая была призвана развивать исследования в этой новой области. Впоследствии он стал ответственным редактором нового периодического сборника научных трудов «Квантовая электроника» — одного из первых периодических изданий такого направления в мире. В возглавляемом им отделе оптики были созданы действующие образцы твердотельных лазеров и начато исследование механизмов генерации когерентного излучения и явлений нелинейной оптики.
Под руководством Н. П. Лисицы отдел оптики выполнял прецизионные спектральные исследования дисперсии показателя преломления и двойного лучепреломления кристаллов А2В6. По инициативе Лисицы эти исследования были дополнены дисперсионными исследованиями экситонных явлений с использованием классической оптической методики крюков Рождественского, реализованные на рекордном по линейной дисперсии спектрографе ДФС-13, позволяющий подробно проследить ход показателя преломления внутри полос экситонных переходов при различных интенсивностях лазерного излучения, в результате чего был наглядно продемонстрирован эффект исчезновения экситонов при высокой концентрации фотогенерированных носителей и возникновение электронно-дырочной плазмы.
В отделе оптики был впервые обнаружен и исследован в течение 1960-70-х годов эффект насыщения межзонного поглощения и резкого переключения в режим индуцированной прозрачности, что имело место в цветных стеклянных фильтрах при лазерном воздействии. Кроме того, эти исследования более чем на 20 лет предсказали бум с исследованиями по оптике нульмерных полупроводниковых систем. Дело в том, что указанные фильтры представляют собой стеклянную матрицу с инкорпорированными в нее микрокристаллитами полупроводников А2В6 (CdSe-CdS). Средний размер микрокристаллитов может составлять несколько нанометров, что сопоставимо с типичным экситонным радиусом полупроводников А2В6. По этой причине впоследствии в конце 80-х годов именно на этих объектах была выполнена известная серия работ Ленинградского ФТИ им. Иоффе, что положили начало широким исследованиям во всем мире экситонных явлений в условиях квантово-размерного ограничения.
Вместе со своим учеником — членом-корреспондентом НАН Украины Н. Я. Валахом — Лисица изучал колебательные фононные возбуждения в полупроводниковых кристаллах. На это были направлены одни из первых на Украине экспериментов с использованием лазерного комбинационного рассеяния света.
Также Михаилу Павловичу удалось вместе со своими учениками открыть два новых нелинейных оптических поляризационных явления: дополнительную нелинейную оптическую активность в гиротропных кристаллах и принципиально новую гигантскую оптическую активность в негиротропных кубических кристаллах с примесными туннельными центрами. Эти явления позволяют реализовывать новые методы управления характеристиками световых лучей.
Лисица обосновал резонансный характер взаимодействия электромагнитных волн миллиметрового диапазона с живыми организмами, в частности с организмом человека, установив те квантовые переходы колебательной, вращательной, инверсионной и спиновой природы, которые дают лечебные последствия при облучении упомянутыми волнами точек акупунктуры меридиана, связанного с больным органом.
Академия наук Чехословакии присудила украинскому физику Медаль Йоганнеса Маркуса Марке как выдающемуся спектроскописту. Он является лауреатом двух Государственных премий Украины в области науки и техники. В 2011 году в соответствии с постановлением № 47 Президиума НАН Украины Н. П. Лисице присуждена Золотая медаль имени. И. Вернадского НАН Украины.
Академик Н. П. Лисица — автор более 500 научных работ и около 40 авторских свидетельств на изобретения. В соавторстве со своими учениками он издал 6 монографий, среди которых первая в мире «Волоконная оптика», переиздана за рубежом на английском языке, а также 4-томное издание «Занимательной оптики».